# Ой, мороз, мороз!
«Ой, мороз, мороз!» — кінофільм режисера Миколи Щербакова, що вийшов на екрани в 2005 році.

## Зміст
Іноді, щоб виправити свою долю, корисно зіграти роль іншої людини. Життя героя цієї дорослої казки дійсно зайшла в глухий кут. Він колишній офіцер спецназу, що відбуває термін за безпідставним звинуваченням. Вже кілька років поспіль напередодні Нового року він біжить з колонії, щоб помститися. Однак у долі свої плани і цього разу все буде зовсім інакше. Роль Діда Мороза, яку по волі випадку доведеться зіграти героєві, дозволить йому подивитися на себе з боку, навчить дарувати радість іншим, і поверне успіх і щастя в його власне життя.

## Ролі
| Актор               | Роль |
| ------------------- | ---- |
| Володимир Єпіфанцев | -    |
| Настя Задорожна     | -    |
| Роман Мадянов       | -    |
| Віктор Проскурін    | -    |
| Валерій Гаркалин    | -    |
| Борис Клюєв         | -    |
| Раїса Рязанова      | -    |
| Ірина Шипова        | -    |
| Галина Данилова     | -    |
| Олексій Зуєв        | -    |

## Знімальна група
- Режисер і сценарист — Микола Щербаков
- Продюсер — Олег Моїсеєнков
- Композитори — Ігор Воротніков, Роман Дормідошин